# Savelberg (restaurant)
Savelberg was een restaurant in Voorburg in Nederland. Het had een Michelinster in de periode 1997-2014.
Eigenaar en chef-kok van Savelberg was Henk Savelberg. Hij was mede-eigenaar van de voorganger Vreugd en Rust, tot hij uitgekocht werd toen de houdstermaatschappij instortte. Savelberg kocht in 1995 de villa waarin Vreugd en Rust was gevestigd en sloot het toenmalige restaurant. Na een renovatie van bijna twee jaar heropende hij het pand als hotel-restaurant Savelberg.
Savelberg was een van de oprichters van Les Patrons Cuisiniers.